# لاري بول
لاري بول (بالإنجليزية: Larry Paul)‏ ملاكم محترف بريطاني سابق صنّف ضمن فئة وزن خفيف المتوسط بدأ مسيرته الاحترافية سنة 1973.

## إحصائيات
خاض خلال مسيرته 40 نزالا، فاز في 30 وتعادل في 1 وخسر في 9. فاز بالضربة القاضية في 16 نزالا.

## روابط خارجية
- لاري بول على موقع بوكس ريك (الإنجليزية) (registration required)